# Oïrate littéraire
Cet article concerne la langue oïrate. Pour le peuple oïrate, voir Oïrat.
L'oïrate littéraire est une langue mongole écrite, utilisée depuis le XVIIe siècle par les Oïrats en Chine, en Russie, dans la république de Kalmoukie, et en Mongolie.

## Histoire
Cette langue écrite a été créée par Zaya Pandita Namkhaidjamtso (1599-1662) dans le but de réformer l'écriture traditionnelle mongole en la rapprochant de la langue parlée. Cette nouvelle écriture, appelée todo bitchig ne s'est pourtant imposée que parmi les Oïrats.
L'usage de la langue oïrate littéraire a cependant reculé au XXe siècle, avec l'introduction de l'alphabet cyrillique en Kalmoukie en 1931 pour écrire le kalmouk, et en 1945 en Mongolie, pour écrire le mongol.

## Phonologie

### Voyelles
|         | Antérieure  | Centrale | Postérieure |
| ------- | ----------- | -------- | ----------- |
| Fermée  | i [i] ü [y] |          | u [u]       |
| Moyenne | e [e] ö [ø] |          | o [o]       |
| Ouverte |             | a [a]    |             |

### Consonnes
|              |              | Bilabiale | Dentale | Latérale | Palatale | Vélaire | Uvulaire |
| ------------ | ------------ | --------- | ------- | -------- | -------- | ------- | -------- |
| Occlusives   | Sourdes      |           | t [t]   |          |          | k [k]   |          |
| Occlusives   | Sonores      | b [b]     | d [d]   |          |          | g [g]   |          |
| Fricatives   | Sourdes      |           | s [s]   |          | š [ʃ]    |         | x [χ]    |
| Fricatives   | Sonore       |           |         |          |          |         | γ [ɣ]    |
| Affriquées   | Sourdes      |           | c [t͡s]  |          | č [t͡ʃ]   |         |          |
| Affriquées   | Sonore       |           | z [d͡z]  |          | j [d͡ʒ]   |         |          |
| Nasales      | Nasales      | m [m]     | n [n]   |          |          | ng [ŋ]  |          |
| Liquides     | Liquides     |           | r [r]   | l [l]    |          |         |          |
| Semi-voyelle | Semi-voyelle |           |         |          | j [j]    |         |          |